# A Portrait
A Portrait ist ein Album des Schweizer Komponisten Jean-Luc Darbellay. Es entstand in Zusammenarbeit mit dem MDR-Sinfonieorchester unter der musikalischen Leitung von Fabio Luisi, dem Leipziger Hornquartett, dem Leipziger Schlagzeugensemble und dem Ensemble Sortisatio sowie dem MDR-Rundfunkchor unter Michael Gläser. Außerdem traten Andreas Hartmann (Violine) und Matthias Sannemüller (Viola) als Instrumentalsolisten und Julie Kaufmann (Sopran), Iris Vermillion (Alt), Christoph Genz (Tenor) und Markus Marquardt (Bariton) als Gesangssolisten auf. Die Doppel-CD erschien 2009 bei Claves Records.

## Musik
- Oyama
 Oyama für großes Orchester war 2000 Auftragswerk von Radio Suisse Romande/Espace 2. Es wurde 2000 vom Orchestre de la Suisse Romande unter der Leitung von Fabio Luisi in Genf zur Uraufführung gebracht und live von Télévision Suisse Romande ausgestrahlt. In Deutschland wurde es vom MDR-Sinfonieorchester unter anderem im Leipziger Gewandhaus aufgeführt und von France Musique übertragen. Außerdem fand es Gehör bei der Tribune internationale des compositeurs und mehreren Weltmusiktagen der Internationalen Gesellschaft für Neue Musik.
- Azur
 Azur (2001) für Hornquartett war das Auftragswerk zum 50-jährigen Jubiläum des 1951 gegründeten Leipziger Hornquartetts. Uraufgeführt wurde es 2001 in Leipzig. Das Dauprat-Hornquartett nahm es auf die CD Schweizer Hornquartette (Musiques Suisses, 2007) auf.[1]
- Shadows
 Shadows (1998/99) für 5 Schlagzeuger nimmt Bezug auf Pierre Boulez’ Mémoriale. Es wurde 2003 durch das Leipziger Schlagzeugensemble in Bern uraufgeführt und 2009 vom Kroumata Ensemble während der Weltmusiktage in Schweden dargeboten.[2]
- Sozusagen
 Sozusagen (1997) für Oboe/Englischhorn, Fagott, Viola und Gitarre ist ein durch den Maler Paul Klee inspiriertes Werk. Das gleichnamige Bild besteht aus 17 Miniaturen. Sozusagen wurde erstmals beim MDR-Musiksommer im Museum der bildenden Künste in Leipzig aufgeführt. Darüber hinaus wurde das Werk bereits auf den CDs 8 Pieces on Paul Klee (Creative Works Records, 2003) und Ensemble Sortisatio (Querstand, 2004) festgehalten und bei der Musicarama in Hongkong dargeboten.
- Chant d’adieux
 Chant d’adieux (2001) für Violine und Viola. Das Werk wurde ursprünglich 1999 in einer Version für Klarinette und Bassetthorn in Eisenach aufgeführt. 2008 konnte die Neufassung dann beim Festival L’art pour l’Aar in der Schweiz uraufgeführt werden.
- a quattro
 A quattro (2001) für vier Hörner und Orchester wurde 2002 in Leipzig uraufgeführt. Es erinnert an Robert Schumanns Konzertstück.
- Requiem
 Requiem (2005) für Soli, Chor und Orchester besteht aus Versen der lateinischen Liturgie. 2005 wurde es im Leipziger Gewandhaus vom MDR-Sinfonieorchester unter Fabio Luisi und dem MDR-Rundfunkchor uraufgeführt. MDR Figaro schnitt die Aufführung mit.[3]

## Booklet
Autor des Booklets ist der Musikkritiker Christoph Sramek.

## Verlag
Alle Werke sind im Tre Media Musikverlag verlegt.

## Rezension
„Le défi des plus grands (Mozart, Verdi, Britten), Darbellay a su le relever avec autant de savoir-faire que d’émotion.“

„Fascinating collection of music by a Swiss composer & conductor!“

„The recordings are all excellent.“

## Titelliste
CD 1
1. Oyama – 17:07
2. Azur – 11:25
3. Shadows – 9:58
4. Sozusagen – 9:13
5. Chant d’adieux – 5:33
6. a quattro – 14:02

CD 2
- Requiem – 67:34

1. Introitus. Requiem aeternam – 13:19
2. Kyrie – 4:04
3. Dies irae – 3:11
4. Tuba mirum – 4:18
5. Rex tremendae – 4:06
6. Recordare – 7:56
7. Confutatis – 5:07
8. Lacrimosa – 8:16
9. Hostias – 2:56
10. Sanctus – 3:05
11. Agnus dei – 6:38
12. Benedictus – 4:29

## Erfolge
Im Jahr 2010 war die CD für den Coup de Cœur Musique Contemporaine der Akademie Charles Cros nominiert.